# Lera Boroditsky
Lera Boroditsky (nascuda al voltant de 1976 a Belarús) és una professora associada de ciències cognitives a la UCSD; també és l'Editora Cap de Frontiers in Cultural Psychology. El seu treball de recerca versa sobre el llenguatge i la cognició, i s'ha especialitzat en les interaccions entre el llengautge, la cognició i la percepció.
La seva recerca combina tant els mètodes com les tesis de diverses disciplines, principalment la lingüística, la psicologia, la neurociència i l'antropologia. Ha rebut diversos premis per la seva investigació, incloent-hi un de la Nationa Science Foundation i el Premi Marr de la Cognitive Science Society; a més, l'any 2002 va ser nomenada Acadèmic Searle.
El seu treball ha proporcionat nova evidència al voltant de la qüestió sobre si la llengua materna dona forma a la nostra manera de pensar (vegeu hipòtesi de Sapir-Whorf). Ha trobat exemples empírics sobre diferències en el pensament i la percepció que són originats arran de diferències lèxiques i sintàctiques entre diferents llenguatges. La seva obra ha influït en els camps de la psicologia, la filosofia i la lingüística degut a la seva oposició a la idea que la cognició humana és universal i independent de la llengua i la cultura.
A banda del seu treball acadèmic, Boroditsky també imparteix conferències de ciència popular al públic en general, i el seu treball ha rebut cobertura per part dels mitjans de comunicació.

## Biografia
Boroditsky va néixer a Belarús, on va viure fins als dotze anys, moment en què la seva família va emigrar als Estats Units. Allà va aprendre l'Anglès com a una quarta llengua. Quan era adolescent va començar a pensar i imaginar fins a quin nivell la diferència entre llengües podia donar forma a un discurs i amplificar la diferència entre les persones. Es va graduar l’any 1996 en ciències cognitives a la Universitat Northwestern. Més tard, va estudiar a la Universitat Stanford, on va obtenir el seu PHD en psicologia cognitiva l’any 2011. Allà va treballar guiada per Gordon Bower, qui va ser el seu director de tesis. Boroditsky també va conduir una recerca a la Universitat Stanford.

## Carrera
Després de treballar com a professora associada al departament de cervell i ciències cognitives del MIT va ser contractada per Stanford el 2004. Segons Gordon Bower: "És extremadament estrany per a nosaltres contractar els nostres propis estudiants de postgrau. Ella va portar un coeficient intel·lectual molt alt i una gran capacitat d'anàlisi penetrant." A Stanford va ser professora ajudant de psicologia, filosofia i lingüística.
Actualment, Boroditsky és professor de ciències cognitives a la Universitat de Califòrnia a San Diego (UCSD). Estudia el llenguatge i la cognició, centrant-se en les interaccions entre el llenguatge, la cognició i la percepció. La seva recerca combina coneixements i mètodes de la lingüística, la psicologia, la neurociència i l'antropologia.

## Recerca
Al seu article Does language shape thought? Mandarin and English speakers 'conceptions of time (2001), Boroditsky ha defensat una versió feble de la hipòtesi Sapir-Whorf, basant-se en els seus estudis comparatius sobre temps verbals amb parlants d'anglès i de mandarí. Segons argumenta, els parlants d'anglès conceben el transcurs del temps de forma anàloga a com entendrien un moviment espacial horitzontal, mentre que els nadius de mandarí l'associen més a un a un moviment vertical. També ha defensat que aquestes diferències en la conceptualització no resulten determinants, en tant que és possible ensenyar als parlants d'una llengua a conceptualitzar el temps de la mateixa manera que els de l'altra sense haver d'aprendre aquesta última. Per tant, i d'acord amb Boroditsky, la llengua materna tindria efectes sobre la cognició, però aquests no serien determinants.
Boroditsky també ha investigat sobre les metàfores i la seva relació amb el crim. El seu treball suggereix que diverses metàfores convencionals i sistemàtiques influeixen en la manera com els parlants raonen sobre els problemes que descriuen. Per exemple, va trobar que la gent tenia més disposició a lluitar contra una «bèstia» criminal per mitjà de l’increment de la violència policial, mentre que, d’altra banda, era més propensa a diagnosticar i tractar un «virus» criminal a través de la reforma social.

## Publicacions
- Boroditsky, L. «Linguistic relativity». A: Encyclopedia of cognitive science.  Macmillan, 2003, p. 917–922.
- Boroditsky, L.; Schmidt, L.; Phillips, W. «Sex, syntax, and semantics». A: Language in mind: Advances in the study of language and thought.  MIT Press, 2003, p. 61–80.
- Boroditsky, L. & Ramscar, M. (2002). The roles of body and mind in abstract thought. Psychological Science, 13(2), 185–188.
- Boroditsky, L. (2001). Does language shape thought? English and Mandarin speakers' conceptions of time. Cognitive Psychology, 43(1), 1–22.
- Boroditsky, L. (2000). Metaphoric Structuring: Understanding time through spatial metaphors. Cognition, 75(1), 1–28.